# Kurt Weiler
Kurt Weiler (* 16. August 1921 in Lehrte; † 2. August 2016 in Kleinmachnow) war einer der wichtigsten Trickfilmregisseure der DDR. 

## Leben

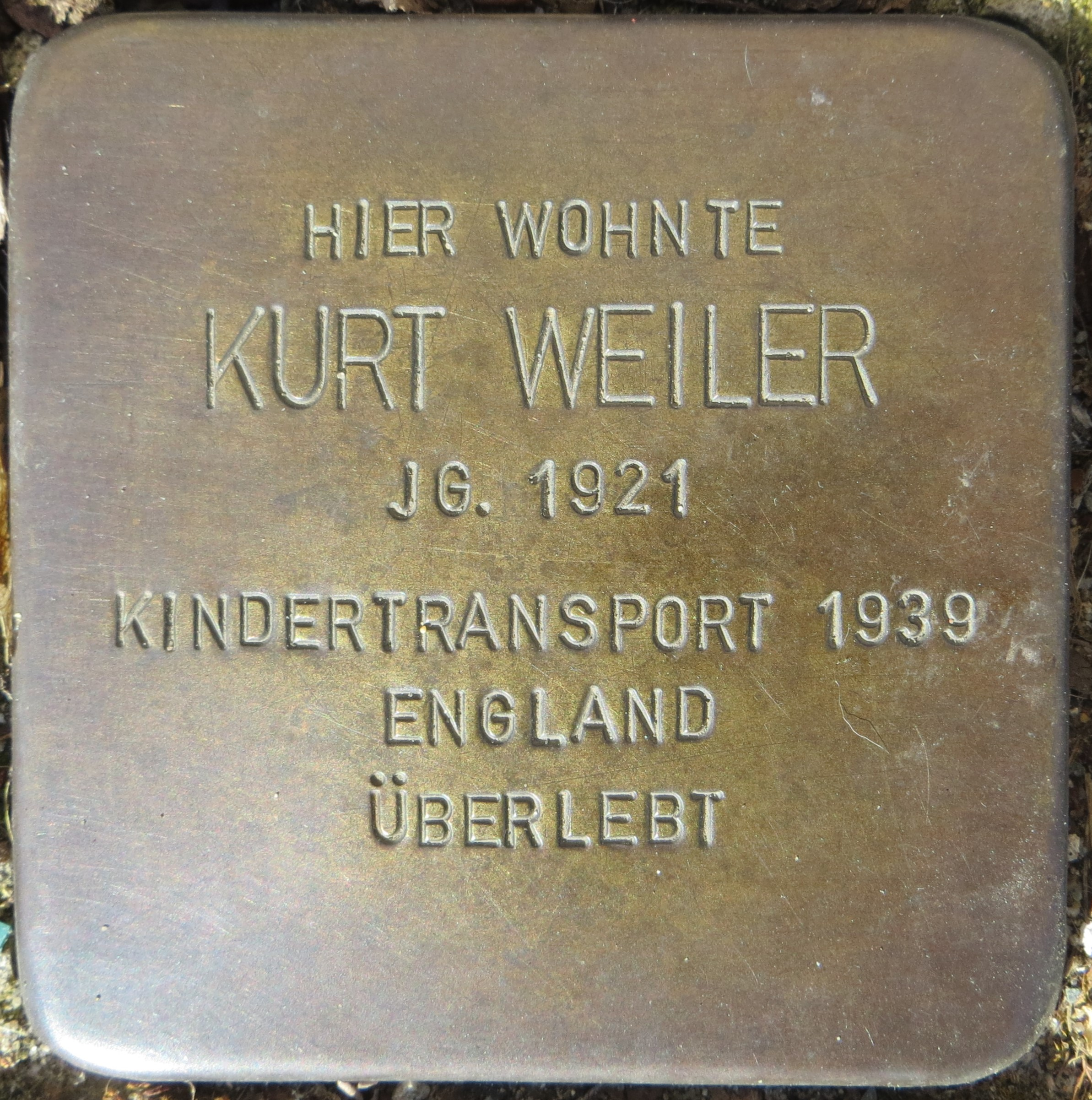
Stolperstein am Wohnort Weilers in Lehrte vor dem Exil

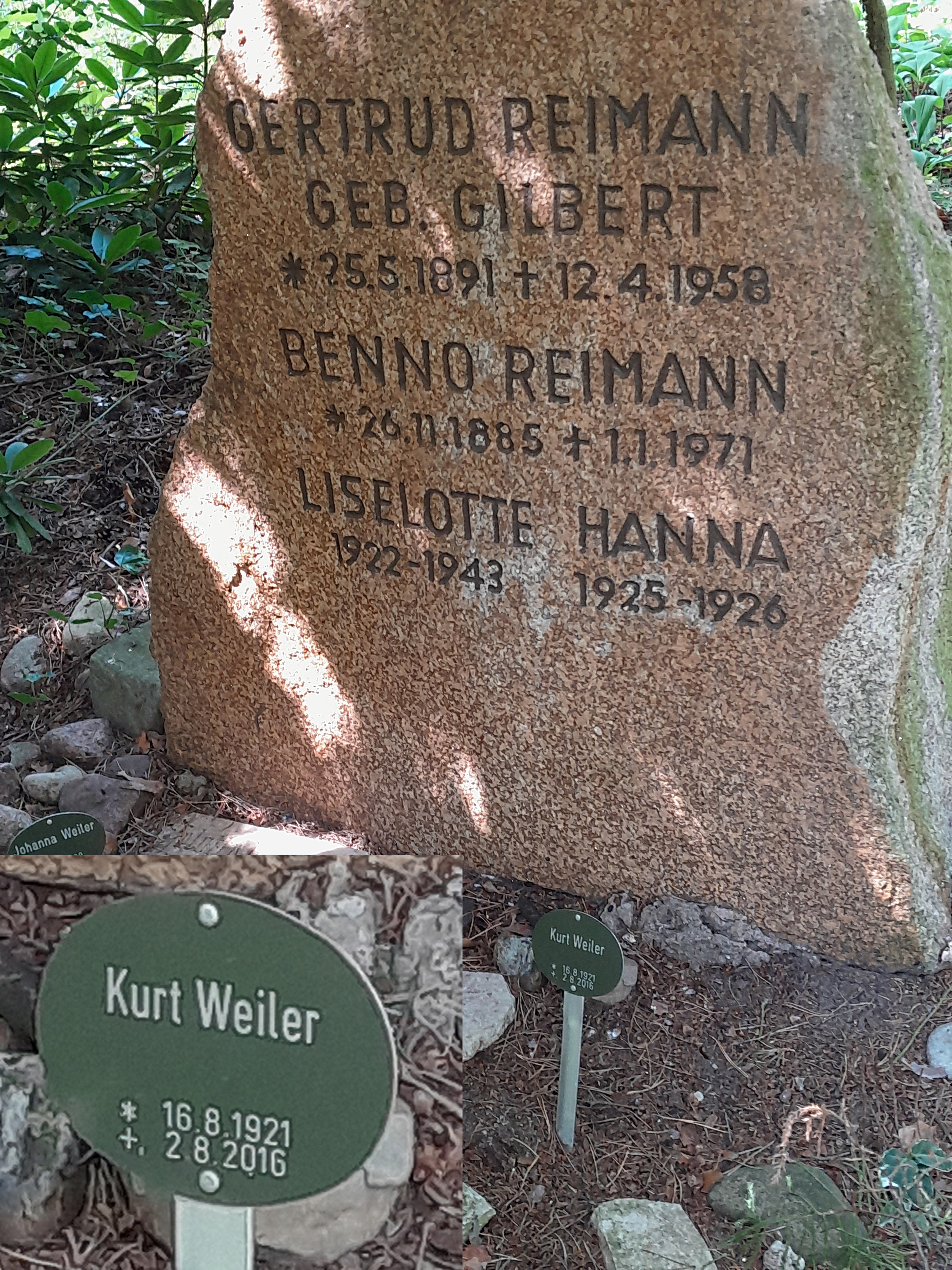
Grab auf dem Südwestkirchhof Stahnsdorf

Ab April 1928 besuchte er die Grundschule an der Masch, um später auf das Lehrter Gymnasium zu wechseln. Mit einem Kindertransport gelang ihm im Januar 1939 die Flucht nach England und so überlebte er den Holocaust als einziger seiner Familie. Weiler lebte von 1939 bis 1950 in England im Exil und begann sich in dieser Zeit mit dem künstlerischen Animationsfilm zu beschäftigen. In Oxford konnte er Kurse für Malerei und Grafik an der City School of Arts and Crafts besuchen, bis er zu Beginn des Zweiten Weltkrieges interniert wurde. Nach seiner Freilassung war er als Schnitt- und Regieassistent für Trickfilmproduktionen bei Larkins & Co. tätig. 1950 kehrte er für kurze Zeit nach Lehrte zurück, siedelte dann in die DDR um und zählte über die Landesgrenzen hinaus zu den Avantgardisten, die jenseits von Disney im Trickfilmbereich andere Akzente setzten und durch experimentelle Arbeiten auffielen. Unter anderem war er als einer der Gründer im DEFA-Studio für Trickfilme Dresden tätig. Weiterhin gehörten zu den Gründern die Burg-Giebichenstein-Absolventen Christl und Hans-Ulrich Wiemer sowie Katja und Klaus Georgi und Otto Sacher, die das Studio bis zum Schluss 1990 prägten. Aus Potsdam-Babelsberg kamen neben Kurt Weiler noch Johannes Hempel sowie Lothar Barke, Bruno J. Böttge und Erich Hammer.
Von 1987 bis 1997 hatte er einen Lehrauftrag an der Hochschule für Film und Fernsehen.
Zu den bekannten Animationsarbeiten von Kurt Weiler gehört auch die Schneemannanimation im Realfilm Ein Schneemann für Afrika.
Über 130 Filme drehte Kurt Weiler in seiner mehr als vierzigjährigen Schaffenszeit. Meist Animationsfilme, manche für Kinder, die meisten für ein erwachsenes Publikum, fürs Kino und fürs Fernsehen, für Unterhaltung und Werbung.
2012 erschien bei Absolut Medien die DVD-Edition Kurt Weiler – Die Kunst des Puppenanimationsfilms mit 19 Animationsfilmen des Regisseurs.
Sein Grab befindet sich auf dem Südwestkirchhof Stahnsdorf.
Im Museum Technische Sammlungen Dresden gibt es eine Ausstellung über den Animationsfilm in Dresden.

## Filmografie (Auswahl)
- 1959: Der verlorene Ball
- 1967  Nörgel & Söhne
- 1964: Aktive Erholung
- 1977: Die Suche nach dem Vogel Turlipan
- 1988: Zeus, Adler, Mistkäfer

## Auszeichnungen
1969 wurde er in Moskau beim Internationalen Filmfest für Kurz- und Dokumentarfilme für Der Apfel mit der Goldmedaille ausgezeichnet. Zwei Jahre später wurde er in Bilbao beim Internationalen Dokumentar- und Kurzfilmfestival für Der Löwe Balthasar mit dem Ehrendiplom bedacht. 1982 erhielt er den Nationalpreis der DDR III. Klasse für Kunst und Literatur. Im Jahr 2004 erhielt er den Preis der DEFA-Stiftung für seine Verdienste um den deutschen Film.